# Osterhofen
Osterhofen er en by i Landkreis Deggendorf i Regierungsbezirk Niederbayern i den tyske delstat Bayern, med knap 11.900 indbyggere.

## Geografi
Byen ligger i landskabet Gäuboden mellem Plattling og Vilshofen an der Donau. Byens område strækker sig fra Donau i nord, til Vilsdalen i syd.

### Nabokommuner
Osterhofen omgives af følgende kommuner Niederalteich, Hengersberg og Winzer (alle nord for Donau), Künzing, Aldersbach (Landkreis Passau), Roßbach (Landkreis Rottal-Inn), Eichendorf (Landkreis Dingolfing-Landau), Wallerfing, Buchhofen og Moos.

### Inddeling
I Osterhofen ligger udover Osterhofen følgende landsbyer og bebyggelser: Absdorf, Aicha, Altenmarkt, Anning, Arbing, Arbing im Feld, Aurolfing, Blaimberg, Bruderamming, Endlau, Eschlbach, Galgweis, Gergweis, Glucking, Göttersdorf, Gramling, Haardorf, Haid, Harbach, Haunpolding, Hitzenthal, Holzapfelöd, Holzhäuser, Käferling, Kälbermühle, Kapfing, Kasten, Kirchdorf, Klostermühle, Königsöd, Kuglstadt, Lahhof, Langenamming, Linzing, Maging, Mahd, Moos, Mühlham, Neu-Wisselsing, Neuharbach, Niedermünchsdorf, Obergessenbach, Oberndorf, Ottach, Pöding, Polkasing, Pöschlöd, Raffelsdorf, Reisach, Reut, Röslöd, Roßfelden, Ruckasing, Schmiedorf, Schneipping, Schnelldorf, Seewiesen, Siegstatt, Thundorf, Untergessenbach, Viehhausen, Vierhöfen, Vorstadt, Werafing, Willing, Windhag, Winklarn, Wisselsing og Zainach.
- Wikimedia Commons har flere filer relateret til Osterhofen